# Сказание о Наполеоне-антихристе
«Сказание о Наполеоне-антихристе» — новонайденная старообрядческая рукопись эсхатологического характера датируемая вторым десятилетием XIX века, в которой повествуется о французском императоре Наполеоне Бонапарте (1769—1821), как об антихристе.

## Содержание
«Сказание о Наполеоне-антихристе» начинается словами:
«Книга греческая Златоструй, глава 39. Толкование семьдесятое апостолов Христовых о Антихристе, како приидет родится и воцарится и прельстит языки и соберёт воинство страшное себе в жертву и на Исуса Христа, сына божия».
В книге особый акцент делается на отождествлении императора Наполеона Бонапарта с антихристом:
«Антихрист, титин преисподний, а явится на земли по времени своему на осмый век и нарицая себя четвероипостасна имя разных тиран: по еврейскии Аввадон, по еллиньский Аполлион, а по греческий Бонапарт, а по словенскии и российскии Антихрист».
Имя «Наполеон» сравнивается с ангелом бездны Аполилон, о котором повествуется в Откровении Иоанна Богослова. Наполеон должен сокрушить «Цареградскую державу» и занять Иерусалимскую землю. Далее сказание переходит к традиционной эсхатологическому повествованию: знамения пришествия Христа, ложные чудеса антихриста и Страшный суд.

## Хранение
Рукопись находится в Костромском собрании РГБ по номеру ф. 833, № 2.